# 中川區
中川區（日语：／ Nakagawa ku */?）為位於日本愛知縣名古屋市西部的區，轄區大致位於鐵路關西本線以南，東至堀川，西跨越庄內川至富田地區，由於開發較晚，在此區域內仍有大量農地。
區名「中川」取自位於區內東部於1930年完工的「中川運河」。

## 歷史
在令制國時代時本地屬於尾張國，庄內川以東屬於愛知郡，以西屬於海東郡；16世紀戰國時代後期的武將前田利家出身於本地的荒子村，其父親在當時為荒子城之城主，同一時期在此地還有同樣由前田氏所領有的下之一色城。
17世紀進入江戶時代後，大部分區域都成為尾張藩的領地，19世紀末明治維新實施廢藩置縣後改隸屬名古屋縣，在1872年的第一次府縣整併後繼續隸屬新整併而成的名古屋縣，而名古屋縣在四個月後更名為愛知縣。
1878年名古屋城下的區域設立為名古屋區，名古屋區在1889年成為名古屋市，而現在的中川區在當時仍未屬於名古屋市，而是分屬笈瀨村、柳森村、御廚村、一柳村、荒子村、松葉村、八幡村、下之一色村、豐治村、戶田村、萬須田村、赤星村等多個行政區劃。在經過20世紀初期愛知縣的町村整併及改制後，這些行政區劃被整併為愛知町、荒子村、八幡村、常磐村、下之一色町、富田町，其中的愛知町、荒子村、八幡村、常磐村在1921年被併入名古屋市，這些區域最初都被劃入南區或中區，在1937年下之一色町也被併入名古屋市後，名古屋市將此區域自中區及南區中分出，新設為中川區。
1955年位於庄內川以西的富田町被併入名古屋市，並劃入中川區。

## 交通

### 鐵道
- 東海旅客鐵道
  - 東海道新幹線：（←名古屋市熱田區） - （通過轄內但未設置車站） - （名古屋市中村區→）
  - 東海道本線：（←名古屋市中區） - 尾頭橋站 - （名古屋市中村區→）
  - 中央本線：：（名古屋市中村區） - （通過轄內但未設置車站） - （名古屋市中區→）
  - 關西本線：（名古屋市中村區） - 春田站 - （蟹江町→）
- 日本貨物鐵道
  - 名古屋港線（日语：名古屋港線）：名古屋球場正門前站（日语：ナゴヤ球場正門前駅）（已停止營運） - （名古屋市港區）
- 名古屋鐵道
  - 名古屋本線：（←名古屋市中區） - 山王站 - （名古屋市中村區→）
- 近畿日本鐵道
  - 名古屋線：（名古屋市中村區） - 伏屋站 - 戶田站 - （蟹江町→）
- 名古屋臨海高速鐵道
  - 青波線：（名古屋市中村區） - 小本站 - 荒子站 - 名古屋貨物總站（日语：名古屋貨物ターミナル駅） - 南荒子站 - 中島站 - （名古屋市港區）
- 名古屋市營地下鐵
  - 東山線：高畑站 - 八田站 - （名古屋市中村區→）

## 名勝史跡與觀光景點
位於區內荒子町地區的天台宗佛寺荒子觀音據傳建於8世紀，由於16世紀建立加賀藩的前田利家即出身於荒子町地區，曾在1576年協助重建寺院之本堂。
連結堀川及中川運河的松重閘門為興建中川運河後，為調節中川運河水位於1932年完成之水閘，過去在1930年代曾是名古屋市內水運的樞紐，但隨著公路的發展貨物改以陸路運輸為主後，於1968年停止使用。1986年被名古屋市列為有形文化財產，1993年名古屋市將其列為都市景觀重要建築物，2010年被選為土木遺產。
位於東部的名古屋球場過去曾是職業棒球球團中日龍的主場，雖然中日龍在1997年後將主場遷移至新完成的名古屋巨蛋，但其二軍仍繼續使用此球場作為主場。

## 外部連結
- （日語） 名古屋市中川区役所的X（前Twitter）
- （日語） 名古屋市中川区役所的Instagram帳戶